# Pedro de Oliveira
Pedro de Oliveira (2 de junho de 1823, Porto - 20 de setembro de 1883), aliás Pedro d’Oliveira como se escrevia na época, filho de António de Oliveira e de Rita de Jesus do Espírito Santo.
Entrou na Academia Portuense de Belas Artes, no curso de Arquitectura Civil como se chamava, por requerimento datado de 3 de fevereiro de 1838, dois anos após a criação daquela escola.
Em 7 de outubro de 1842 é-lhe atribuído um 1º lugar num concurso para o qual havia projectado um hospital.
No ano seguinte, em 22 de novembro de 1843, Pedro d’Oliveira era nomeado arquitecto substituto da Câmara, ficando a trabalhar na “Repartição das Obras Municipaes”.
Dois anos depois, em 5 de julho de 1845, casava com Maria Rosa, filha de António da Costa Lima e de Ana Rosa.
O casal vivia na Rua do Triunfo, nº214 no Porto. Tiveram vários filhos:
- Lucinda Augusta d'Oliveira
- Maria dos Anjos Oliveira
- Leonor Júlia de Oliveira
- Joaquim Augusto da Costa Oliveira
- Pedro d’Oliveira Júnior
- António da Costa Oliveira

Pedro d’Oliveira repartia com o arquitecto José Luís Nogueira a responsabilidade das obras públicas da cidade, cabendo-lhe o Bairro Ocidental.
Mas fez ainda projectos para obras alheias à Câmara. Uma que se conhece é a da Igreja Matriz de S.Mamede de Infesta, iniciada em 27 de agosto de 1864 e inaugurada em 7 de setembro de 1866.
Pedro d’Oliveira fez-se retratar, em data indefinida, pelo pintor portuense Marques de Oliveira.
Foi ainda membro da maçonaria do Porto, desde 1858.
Manteve-se na Câmara a trabalhar como arquitecto durante 40 anos e faleceu em 20 de setembro de 1883 com 60 anos.
Em 27 de setembro de 1883, a Vereação da Câmara, faz-lhe um público agradecimento e louvor.
Está sepultado no Cemitério de Agramonte, no Porto.